# Jazbin Vrh
Jazbin Vrh je naselje u slovenskoj Općini Šentjuru. Jazbin Vrh se nalazi u pokrajini Štajerskoj i statističkoj regiji Savinjskoj. 

## Stanovništvo
Prema popisu stanovništva iz 2002. godine naselje je imalo 44 stanovnika.